# 湖南省人民代表大会
湖南省人民代表大会（こなんしょうじんみんだいひょうたいかい）は、中華人民共和国湖南省の立法府。その常設機関は湖南省人民代表大会常務委員会であり、湖南省人民代表大会の閉会中にその職権の大部分を代行して行使した。

## 沿革
1954年8月10日から14日にかけて、湖南省第1期人民代表大会第1回会議が長沙市で開催され、湖南省地方国家権力機関の正式な成立を示した。
1979年12月21日から28日にかけて、湖南省第5期人民代表大会第2回会議が開催され、閉会期間中の常設機関として湖南省人民代表大会常務委員会が設置された。

## 機構

### 専門委員会
- 民族華僑外事委員会
- 監察と司法委員会
- 財政経済委員会
- 教育科学文化衛生委員会
- 農業と農村委員会
- 環境と資源保護委員会
- 法製委員会
- 社会建設委員会

## 代表団
湖南省第14期人民代表大会には15の代表団、計755人が参加した
- 長沙代表団（75人）
- 衡陽代表団（75人）
- 株洲代表団（42人）
- 湘潭代表団（34人）
- 邵陽代表団（73人）
- 岳陽代表団（57人）
- 常徳代表団（60人）
- 張家界代表団（24人）
- 益陽代表団（47人）
- 郴州代表団（51人）
- 永州代表団（59人）
- 懐化代表団（52人）
- 婁底代表団（44人）
- 湘西代表団（32人）
- 解放軍代表団（27人）

## 歴代の常務委員会の主任
| 肖像 | 氏名   | 就任       | 退任       | 注     |
| ---- | ------ | ---------- | ---------- | ------ |
|      | 万達   | 1979年12月 | 1983年4月  |        |
|      | 孫国治 | 1983年4月  | 1985年7月  | [ 2 ]  |
|      | 焦林義 | 1985年7月  | 1988年1月  | [ 3 ]  |
|      | 劉夫生 | 1988年1月  | 1998年1月  | [ 4 ]  |
|      | 王茂林 | 1998年1月  | 1998年10月 | [ 5 ]  |
|      | 王克英 | 1998年10月 | 1999年1月  | [ 6 ]  |
|      | 楊正午 | 1999年1月  | 2006年1月  | [ 7 ]  |
|      | 張春賢 | 2006年1月  | 2010年9月  | [ 8 ]  |
|      | 周強   | 2010年9月  | 2013年5月  | [ 9 ]  |
|      | 徐守盛 | 2013年5月  | 2017年1月  | [ 10 ] |
|      | 杜家毫 | 2017年1月  | 2021年1月  | [ 11 ] |
|      | 許達哲 | 2021年1月  | 2022年1月  | [ 12 ] |
|      | 張慶偉 | 2022年1月  | 2023年3月  | [ 13 ] |
|      | 沈暁明 | 2024年1月  |            | [ 14 ] |